# Lontzen
Lontzen (wa. Lonzene) – miejscowość i gmina (commune) w Belgii, w Regionie Walońskim, w prowincji Liège, w okręgu Verviers. 1 stycznia 2024 roku liczyła 6058 mieszkańców. Leży we wspólnocie niemieckojęzycznej.

## Podział administracyjny
W skład gminy wchodzi jedna dzielnica (section):
- Walhorn